# Mount Hennessey
Mount Hennessey är ett berg i Antarktis. Det ligger i Östantarktis. Nya Zeeland gör anspråk på området. Toppen på Mount Hennessey är 2 427 meter över havet, eller 280 meter över den omgivande terrängen. Bredden vid basen är 4,0 km.
Terrängen runt Mount Hennessey är platt åt nordost, men åt sydväst är den kuperad. Trakten är obefolkad. Det finns inga samhällen i närheten.